# Idala Jaya Hilisimaetano
Idala Jaya Hilisimaetano is een bestuurslaag in het regentschap Nias Selatan van de provincie Noord-Sumatra, Indonesië. Idala Jaya Hilisimaetano telt 787 inwoners (volkstelling 2010).